# Mistrzostwa Polski w Łyżwiarstwie Szybkim w Wieloboju Sprinterskim 2005
24. Mistrzostwa Polski w wieloboju sprinterskim odbyły się w dniach 5-6 lutego 2005 roku na torze Pilica w Tomaszowie Mazowieckim.

## Kobiety
| Pozycja | Zawodniczka        | Klub                       | 500 m | Pkt. | 1000 m | Pkt. | 500 m | Pkt. | 1000 m | Pkt. | Suma pkt. |
| ------- | ------------------ | -------------------------- | ----- | ---- | ------ | ---- | ----- | ---- | ------ | ---- | --------- |
| 01 !    | Karolina Ksyt      | Pilica Tomaszów Mazowiecki |       |      |        |      |       |      |        |      | 175,615   |
| 02 !    | Luiza Złotkowska   | MKS-MOS Pruszków           |       |      |        |      |       |      |        |      | 177,730   |
| 03 !    | Marzena Szczepanik | MKS-MOS Pruszków           |       |      |        |      |       |      |        |      | 178,900   |

## Mężczyźni
| Pozycja | Zawodnik            | Klub                       | 500 m | Pkt. | 1000 m | Pkt. | 500 m | Pkt. | 1000 m | Pkt. | Suma pkt. |
| ------- | ------------------- | -------------------------- | ----- | ---- | ------ | ---- | ----- | ---- | ------ | ---- | --------- |
| 01 !    | Maciej Ustynowicz   | Marymont Warszawa          |       |      |        |      |       |      |        |      | 152,415   |
| 02 !    | Paweł Abratkiewicz  | Pilica Tomaszów Mazowiecki |       |      |        |      |       |      |        |      | 152,840   |
| 03 !    | Konrad Niedźwiedzki | AZS                        |       |      |        |      |       |      |        |      | 154,195   |